# Gustav Martin Adolf Rotte
Gustav Martin Adolf Rotte (* 27. Juli 1830 in Wittenberg; † 3. September 1895 in Braunschweig) war ein preußischer Generalmajor.

## Leben

### Herkunft und Familie
Gustav Martin Adolf Rotte war ein Sohn des preußischen Majors a. D. Karl Friedrich Wilhelm Rotte (1789–1862) und der Friederike Dorothea Fanny, geborene Stegemann (1807–1864).
Er vermählte sich 1861 mit Ida [von] Gallwitz, mit der er den Sohn Wilhelm Rotte (1862–1942), welcher ebenfalls preußischer Generalmajor wurde und zwei Töchter hatte.

### Militärkarriere
Rotte absolvierte das Gymnasium in Wittenberg, bevor er 1842 Kadett in Bensberg wurde. 1845 wechselte er auf das Kadettenhaus in Berlin. Er wurde 1848 als Sekondeleutnant der 2. Ingenenieurinspektion aggregiert, wechselte aber noch im selben Jahr zur 3. Pionierabteilung, wurde schließlich auf die Artillerie- und Ingenieurschule kommandiert. 1850 kam er außeretatsmäßig zur 5. Pionierabteilung, wo er 1851 einrangiert wurde. Rotte wurde 1852 zur Fortifikation Neiße kommandiert. von 1853 bis 1857 war er Lehrer an der vereinigten Divisionsschule des VI. Armee-Korps. Bereits 1856 avancierte er zum Premierleutnant und wechselte 1857 zur 6. Pionierabteilung. 1858 wurde er Adjutant des 3. Festungsinspektion, stieg 1859 zum Hauptmann auf sowie 1861 zum Kompaniechef im Pionierbataillon Nr. 6. Im Deutschen Krieg hat er sich den Roten Adlerorden IV. Klasse mit Schwertern verdient. 1867 kehrte er zunächst zur Fortifikation Neiße zurück, wurde aber noch gleichen Jahres zur Fortifikation Magdeburg kommandiert. Unter Belassung seiner Stellung gelangte er 1868 zur 4. Ingenieurinspektion. Rotte war 1869 Ingenieuroffizier vom Platz in Swinemünde, wechselte aber im selben Jahr zur 1. Ingenieurinspektion. Nach seiner Beförderung zum Major 1870, war er für die Dauer des mobilen Verhältnisses Tranchéemajor der Belagerungsarmee vor Paris (Südfront). Rotte erhielt 1871 das Eiserne Kreuz II. Klasse und kehrte zunächst auf seine Friedensstellung zurück, wurde dann aber Ingenieuroffizier vom Platz in Minden. Er wurde 1872 Kommandeur des Pionierbataillons Nr. 9 und stieg 1875 Oberstleutnant. seit 1877 war er Inspekteur der 3. Pionierinspektion und erhielt 1878 seine Beförderung zum Oberst. 1879 wurde er mit dem Kronenorden II. Klasse geehrt. Rotte wurde 1883 mit den Charakter als Generalmajor und Pension zur Disposition gestellt.